# نجات آقای بنکس
نجات آقای بنکس (به انگلیسی: Saving Mr. Banks) نام فیلمی درام در گونه زندگینامه است که کارگردان آن جان لی هنکاک و فیلمنامه‌نویس آن کلی مارسل می‌باشد. این اثر در مورد ساخت فیلم مری پاپینز محصول سال ۱۹۶۴ استودیوی والت دیزنی است و تام هنکس در آن نقش والت دیزنی فیلم‌ساز و انیمیشن ساز را ایفا می‌کند که در تلاش است تا حق نمایش کتاب نام‌گذارنده را بدست بیاورد که متعلق به مولفش پی.ال. تراورز با بازی اما تامسون است. فیلمبرداری در ۱۹ سپتامبر ۲۰۱۲ آغاز شد. والت دیزنی پیکچرز تهیه و توزیع فیلم را بر عهده داشت و آن را ابتدا در چند شهر ایالات متحده و سپس یک هفته بعد از آن به صورت گسترده اکران کرد. تهیه‌کنندگان فیلم، آلیسون اوون، یان کالی، فیلیپ استوئر، کریستین لنگن، تروی لام، اندرو میسون و پائول تریجبیتس بودند.

## خلاصه
زندگی تراورز با نشان دادن دوران کودکی وی در کوئینزلند استرالیا در سال ۱۹۰۷، مذاکراتش با والت دیزنی و ساخت فیلم مری پاپینز در سال ۱۹۶۱ مرکزیت فیلم را تشکیل می‌دهند. وقتی که تراورز در کالیفرنیا مشغول فیلمبرداری است، به گذشته سختش در استرالیا فکر می‌کند، مخصوصاً به پدرش، که نقش آقای بنکس، پدر قصه، در فیلم از شخصیت او شکل گرفته بود...

## بازیگران
- اما تامسون نقش پی.ال. تراورز، مؤلف کتاب مری پاپینز را بازی می‌کند.
- تام هنکس نقش والت دیزنی، فیلمساز و تهیه‌کننده فیلم را بازی می‌کند. هنکس برای مهیا شدن برای این نقش، بارها از موزه خانوادگی والت دیزنی دیدن کرد و مصاحبه‌هایی را با فامیل دیزنی انجام داد؛ مخصوصاً با دختر او داین دیزنی میلر.
- کالین فارل نقش پدر بدخلق و الکلی اما دوست داشتنی برای پی.ال. یعنی رابرت گاف تراورز را بازی می‌کند.
- پل جیاماتی نقش رالف، راننده تراورز را ایفا می‌کند.
- جیسون شوارتزمن در نقش ریچارد ام. شرمن، آهنگساز/ترانه‌سرا بازی می‌کند که با برادرش رابرت، آهنگ فیلم را ساختند و اسکار بهترین ترانه را بردند و به عنوان برادران شرمن شناخته می‌شدند.
- بی جی نواک، در نقش رابرت بی. شرمن، برادر ریچارد.
- روث ویلسون، نقش مادر تراوورز را بازی می‌کند.
- ویکتوریا سامر در نقش جولی اندروز است که بازیگر نقش مری پاپینز بود.
- کریستوفر کایر در نقش دیک ون دایک است که بازیگر نقش برت و آقای داوز بود.
- کتی بیکر در نقش یک مدیر استودیویی معتمد.
- ملانی پکسون در نقش دالی، منشی استودیو دیزنی